# صدف قهوه‌ای
صدف قهوه‌ای (نام علمی: Perna perna) نام یک گونه از تیره دوکفه‌ای‌های میتیلیدا است.